# Sallustio di Gerusalemme
Sallustio o Salusto (... – 23 luglio 493) è stato il patriarca di Gerusalemme tra il 486 e il 493.
Succedette a Martirio nel 486.  Sottoscrisse l'Enotico di Zenone per quieto vivere piuttosto che convinzioni di fede. Nel 491 ordinò presbitero il futuro santo Saba, dedicò la chiesa del suo eremo e lo nominò archimandrita di tutti gli anacoreti della Palestina. Similmente, nominò Teodosio archimandrita di tutti i cenobiti del circondario della sua Chiesa. Secondo il monaco Cirillo, autore della vita di san Saba, morì di 23 luglio, nel 493.